# Caspar Cornelius de Mortaigne
Caspar Cornelius Mortaigne de Potelles, född 1609 i Vallonien, död den 18 juli 1647 i Rheinfels, var en general i svensk tjänst under trettioåriga kriget.

## Biografi
Han deltog på den evangeliska sidan i slaget vid Lutter am Barneberge 1626 och övergick i svensk tjänst efteråt. Han blev befordrad till överstelöjtnant 1636 och 1637 var han överste för ett dragonregemente i Johan Banérs armé och blev generalmajor av infanteriet 29 januari 1642. Han deltog bland annat i slagen vid Leipzig 1642 och Jankov 1645  och var general över infanteriet vid huvudarmén i Tyskland 28 april 1646 men blev s.å. chef för hessen-kasselska infanteriet och erhöll 9 januari 1647 avsked ur svensk tjänst. I Hessen-Kassel blev han generallöjtnant och fick i juli 1647 sitt ena underben avskjutet vid belägringen av Rheinfels och dog av sviterna.
Han var en äldre bror till sedermera generallöjtnanten i svensk tjänst, friherre Barthold de Mortaigne.